# Yahuaroco
Yahuaroco (auch: Yahuar Orkho) ist eine Ortschaft im Departamento La Paz im südamerikanischen Andenstaat Bolivien.

## Lage im Nahraum
Yahuaroco liegt in der Provinz Inquisivi und ist der größte Ort Ort im Cantón Gualberto Villarroel im Municipio Ichoca. Die Ortschaft liegt auf einer Höhe von 4224 m an einem rechten Zufluss des Río Chiar Kkolla, der über den Río Karoko, den Río Jachcha Jahuira de Caxata und den Río Hornum weiter zum Río Colquiri hin fließt.

## Geographie
Yahuaroco liegt zwischen dem bolivianischen Altiplano im Westen und dem Amazonas-Tiefland im Osten. Die Region weist ein ausgeprägtes Tageszeitenklima auf, bei dem die mittleren Temperaturschwankungen im Tagesverlauf deutlicher ausfallen als im Jahresverlauf.
Die Jahresdurchschnittstemperatur der Region liegt bei 7 °C (siehe Klimadiagramm Colquiri), die mittleren Monatswerte schwanken nur unwesentlich zwischen 3 °C im Juni und Juli und 9 °C von November bis Februar. Der Jahresniederschlag beträgt 500 mm, die Monatsniederschläge liegen zwischen unter 10 mm in der Trockenzeit von Mai bis August und 100 bis 120 mm im Januar und Februar.

## Verkehrsnetz
Yahuaroco liegt in einer Entfernung von 238 Straßenkilometern südöstlich von La Paz, der Hauptstadt des Departamentos.
An La Paz vorbei führt die asphaltierte Nationalstraße Ruta 1, die vom Titicacasee aus in südöstlicher Richtung über Caracollo und die Departamento-Hauptstädte Oruro, Potosí und Tarija bis nach Bermejo an der argentinischen Grenze führt. Von Caracollo aus führt die unbefestigte Nationalstraße Ruta 44 über 42 Kilometer in nordöstlicher Richtung nach Colquiri. Von Colquiri aus führt eine unbefestigte Straße in nordnordwestlicher Richtung, nach fünf Kilometern zweigt von ihr eine Nebenstraße nach Nordwesten ab und erreicht Yahuaroco nach weiteren neun Kilometern.

## Bevölkerung
Die Einwohnerzahl der Ortschaft ist in dem Jahrzehnt zwischen den beiden letzten Volkszählungen um etwa ein Zehntel angestiegen:
| Jahr | Einwohner         | Quelle       |
| ---- | ----------------- | ------------ |
| 1992 | keine Detaildaten | Volkszählung |
| 2001 | 113               | Volkszählung |
| 2012 | 127               | Volkszählung |
| 2024 |                   | Volkszählung |

Die Region weist einen hohen Anteil an Aymara-Bevölkerung auf, im Municipio Ichoca sprechen 92,4 Prozent der Bevölkerung Aymara.